# 1227 Geranium
1227 Geranium è un asteroide della fascia principale del diametro medio di circa 41,82 km. Scoperto nel 1931, presenta un'orbita caratterizzata da un semiasse maggiore pari a 3,2236352 UA e da un'eccentricità di 0,1887580, inclinata di 16,41919° rispetto all'eclittica.
Il suo nome fa riferimento alle piante del genere Geranium